# Мосеєво (П'ятовське сільське поселення)
Мосе́єво (рос. Мосеево) — присілок у складі Тотемського району Вологодської області, Росія. Входить до складу П'ятовського сільського поселення.

## Населення
Населення — 8 осіб (2010; 11 у 2002).
Національний склад (станом на 2002 рік):
- росіяни — 100 %